# Le Garde du corps (film, 2007)
Pour les articles homonymes, voir Le Garde du corps.
Pour plus de détails, voir Fiche technique et Distribution.
Le Garde du corps (El custodio) est un film réalisé par Rodrigo Moreno, sorti en 2006.

## Fiche technique
- Titre original : El custodio
- Titre français : Le Garde du corps
- Réalisation : Rodrigo Moreno
- Scénario : Rodrigo Moreno
- Photographie : Bárbara Álvarez
- Musique : Federico Jusid
- Pays d'origine :  Argentine -  France -  Allemagne -  Uruguay
- Genre : drame
- Durée : 95 minutes
- Date de sortie : 2006

## Distribution
- Julio Chávez : Rubén
- Osmar Núñez : Artemio
- Marcelo D'Andrea : Andrea
- Elvira Onetto : Delia

## Distinctions
- Prix Alfred-Bauer à la Berlinale
- Prix Sud du meilleur premier film